# Ball de Diables de Ribes
El Ball de Diables de Ribes és una manifestació folklòrica de Sant Pere de Ribes que, per les seves arrels, forma part de les colles anomenades històriques. No solament el ball de diables forma part del seguici festiu de les festes majors, sinó que el costum de pronunciar versos amb una cantarella és un indici clar de la seva tradició.

## Història
Les primeres referències del Ball de Diables a Ribes daten de les festes majors de Sant Pau (gener) de 1882 i Sant Pere (juny) de 1890. Posteriorment es té constància que va sortir per Sant Pau de 1913 i 1916, i Sant Pere de 1922 i 1929. D'altra banda, en els textos d'altres balls de versos del municipi representats entre els segles XVIII i XX hi ha la presència intermitent del diable satíric que, integrat en la resta de personatges del ball, introduïa els elements de sàtira social. El text que emprava l'antic Ball de Diables de Ribes tenia, de fet un caràcter satíric i feia referència a Sant Pere de Ribes. Hi intervenia un àngel, Llucifer, sant Miquel, una diablessa i deu diables que representaven una petita trama argumental.
El ball de diables, com altres balls de versos, van entrar en decadència als anys 20, coincidint amb un més gran arrelament de les danses coreogràfiques sense paraules.
La presència a Ribes del Ball de Diables de Vilanova per la festa major de Sant Pere (29 de juny) de 1949 va engrescar un grup de joves que van decidir recuperar el Ball de Diables de Ribes per Sant Pere de 1951. Des d'aquell any i fins a l'actualitat els diables han estat presents a totes les festes majors de Ribes reflectint la vida del poble en els seus versos satírics.
L'any 1978, impulsada per Josep Maria Ramos, es crea la primera colla infantil del ball de diables, integrada per criatures d'uns deu anys. Jordi Coll n'és el dimoni gros. Als anys 80, 90 i 00 es creen moltes altres colles infantils.
A partir de 1994 el Ball de Diables de Ribes es dinamitza amb l'entrada de gent nova. Fruit d'aquest nou esperit per Sant Pere de 1995 s'estrenen vestits nous i es recupera la diablessa. Per Sant Pau (25 de gener) de 1996 es recupera el ball de versos de 1913 i per Sant Pau de 1999 es posa en escena un ball de versos escrit pel ribetà Jaume Gómez el 1976. En ell hi participen un àngel, Llucifer, la diablessa i set diables, representant els set pecats capitals.

## Els versos i la seva cantarella
Una de les característiques idiosincràsiques del Ball de Diables de Ribes és la cantarella utilitzada en la recitació dels versos, diferent a la utilitzada en altres pobles que en conserven com Sant Quintí de Mediona. La cantarella de Ribes, que segons els testimonis es correspon a la cantarella del pregoner, consisteix a usar un to més agut i donar més durada a la darrera síl·laba tònica dels versos femenins i un to greu i més durada a la darrera síl·laba tònica dels versos masculins. La majoria de versos de diables, tot i que hi ha excepcions, són heptalsil·làbics i s'utilitzen tècniques satíriques com l'exageració i la paròdia. Els versos solen contenir, així mateix, una quota de llenguatge escatològic.
El caràcter incisiu i agut dels actuals versos de diables és fruit, sens dubte, de la inventiva dels ribetans, però posa les arrels en la gràcia i agudesa de l'acte sacramental d'inicis de segle xx, sensible en les paraules de la diablessa a Llucifer:
| « | A prop teu sempre estaré unida com a mestressa i tu em daràs lliçons agradables que jo sóc la diablessa | » |

## Indumentària
Pel que fa a la indumentària, el Ball de Diables de Ribes utilitza la roba d'arpillera de color natural, també usada a Sitges i Vilafranca del Penedès, però no a Vilanova i la Geltrú o Sant Quintí de Mediona. El vestit té dues peces: uns pantalons i una capa amb caputxa. Només utilitza una indumentària diferent el diable gros, Llucifer, que porta barret de copa i la diablessa, que porta faldilles. Els vestits, des del 1995, porten pintures que representen la vinya i el vi, mentre que Llucifer i la diablessa porten els símbols dels dos patrons del poble: el sabre de Sant Pau i les claus de Sant Pere. Aquest disseny és de l'artista ribetà Manel Font Milà.
Els accessoris utilitzats són les maces dels diables, el ceptrot de Llucifer i diablesa (símbol d'autoritat sobre els altres diables) i els timbals. El Ball de Diables de Ribes és acompanyat per un nombrós grup de timbalers que acompanyen amb el seu toc de timbals l'encesa dels coets. Els coets més emprats són les carretilles, tot i que avui dia hi ha major diversitat de productes pirotècnics.

## Sortides
Les principals sortides del Ball de Diables de Ribes tenen lloc durant les festes majors de Sant Pere de Ribes: Sant Pau (25 de gener) i Sant Pere (29 de juny).
En els darrers anys les principals sortides fora de Ribes han estat a Vilanova i la Geltrú, la Riera de Gaià, la Garriga, Molins de Rei, Malgrat de Mar, Andorra la Vella, Canyelles, Puigmoltó i Tarragona, entre d'altres localitats.